# هارولد ك. شنايدر
هارولد ك. شنايدر (بالإنجليزية: Harold K. Schneider)‏ هو عالم إنسان أمريكي، ولد في 1925، وتوفي في 1987.